# Јакопо Белини
Јакопо Белини (итал. Jacopo Bellini) (рођен око 1400. у Венецији — умро око 1470. у Венецији), био је венецијански сликар одговоран за увођење принципа фирентинске ране ренесансе у умјетност Венеције. Његов учитељ је био умбријски умјетник Ђентиле да Фабриано (Gentile da Fabriano) с којим је 1431. отпутовао у Фиренцу. У Фиренци се инспирисао фирентинским мајсторима као што су Донатело и Гиберти, Мазачо и Паоло Учело који су начинили значајне кораке у вјернијем представљању природе и достизању грациозности умјетности класичне антике.
Јакопо је био отац и учитељ друга два значајна умјетника венецијанске ренесансе, Ђентила и Ђованија Белинија.